# Catoctin

Catoctin est une ville fantôme qui était un ancien camp minier d'or située dans le comté de Yavapai dans l'État de l'Arizona aux États-Unis. Le camp fut établi vers 1902 et reçu son bureau de poste le 29 décembre 1902. Catoctin est situé à seize mille au sud-est de Prescott, le siège de comté. Seulement quelques bâtiments miniers et quelques maisons furent construites et la ville avait une population d'une vingtaine d'habitants. Le bureau de poste fut fermé le 15 juillet 1920
Pendant la seconde guerre mondiale, lors du débarquement de Provence (opération Dragoon), le navire amiral de la flotte alliée portait ce nom. Spécialement construit pour conduire une opération amphibie, il ressemblait à un cargo couvert d'antennes radio desservant 40 postes de transmission. Se trouvaient à bord de ce bâtiment, le secrétaire à la Marine des États-Unis James Forrestal, l’amiral Henry Kent Hewitt, commandant la flotte de débarquement, ainsi que son adjoint, l’amiral André Lemonnier, commandant les Forces Maritimes Françaises.

## Annexe